# 具毛无心菜
具毛无心菜（学名：Arenaria trichophora）是石竹科无心菜属的植物，为中国的特有植物。分布在中国大陆的四川、云南、西藏等地，生长于海拔2,500米至4,700米的地区，多生在流石坡、砂地、高山灌丛和水边草地，目前尚未由人工引种栽培。

## 别名
具毛蚤缀（拉汉种子植物名称）